# 11691 Easterwood
11691 Easterwood eller 1998 FO66 är en asteroid i huvudbältet som upptäcktes den 20 mars 1998 av LINEAR i Socorro County, New Mexico. Den är uppkallad efter Jeffrey Michael Easterwood.